# Bitxac comú
El bitxac comú, vitrac, cagamànecs, cagaestaques, tuït (Saxicola rubicola; syn: Saxicola torquatus rubicola) és una espècie d'ocell pertanyent a la família dels muscicàpids (Muscicapidae) que cria al sud d'Europa, nord d'Àfrica i Orient Mitjà i hi és sedentari.

## Noms populars
bitxec, pitxoc.

## Morfologia
Mesura 13 cm de llargària total. Presenta colors variats. Cua curta i cap gros que adopta, sovint, una postura erta. Presenta unes taques blanques a les cobertores majors de les terciàries visibles en vol i quan està aturat. Ulls, potes i bec de color negre. A l'estiu, el mascle té el cap i el dors de color negre, unes taques blanques al coll, a les ales i al carpó i el pit rogenc. La femella és semblant amb uns colors més apagats i no tan contrastats. Els joves són més pàl·lids i no presenten el cap tan fosc com en els adults.

## Ecologia
Viu en bruguerars i jonqueres, a les planes o a les zones costaneres. És una espècie politípica de distribució etiòpica i bona part de la regió paleàrtica de forma discontínua. És molt habitual de trobar-lo aturat dalt d'una branca, als cims dels branquillons, cables de telèfon, etc., espiant els insectes i aràcnids del sòl, que, com ell, viuen en terrenys oberts amb no gaire vegetació. És sedentari i, de vegades, pot coincidir en el mateix hàbitat amb el bitxac rogenc (Saxicola rubetra), que a l'hivern abandona els Pirineus, on viu, normalment, a Catalunya (a la resta d'Europa el bitxac rogenc viu a les planes).
Cria a matollars, marines, vores de secans, pastures amb arbusts dispersos i clarianes de boscos (a l'hivern ocupa els mateixos hàbitats). Al març-juny el bitxac comú femella fa un niu vora el terra, amb molsa, herba i pèl, hi pon 5 o 6 ous, els cova durant 14-15 dies i alimenta els pollets que en neixen durant 13 dies, amb l'ajut del pare, fins que aquests deixen el niu. A voltes fan 3 cries.

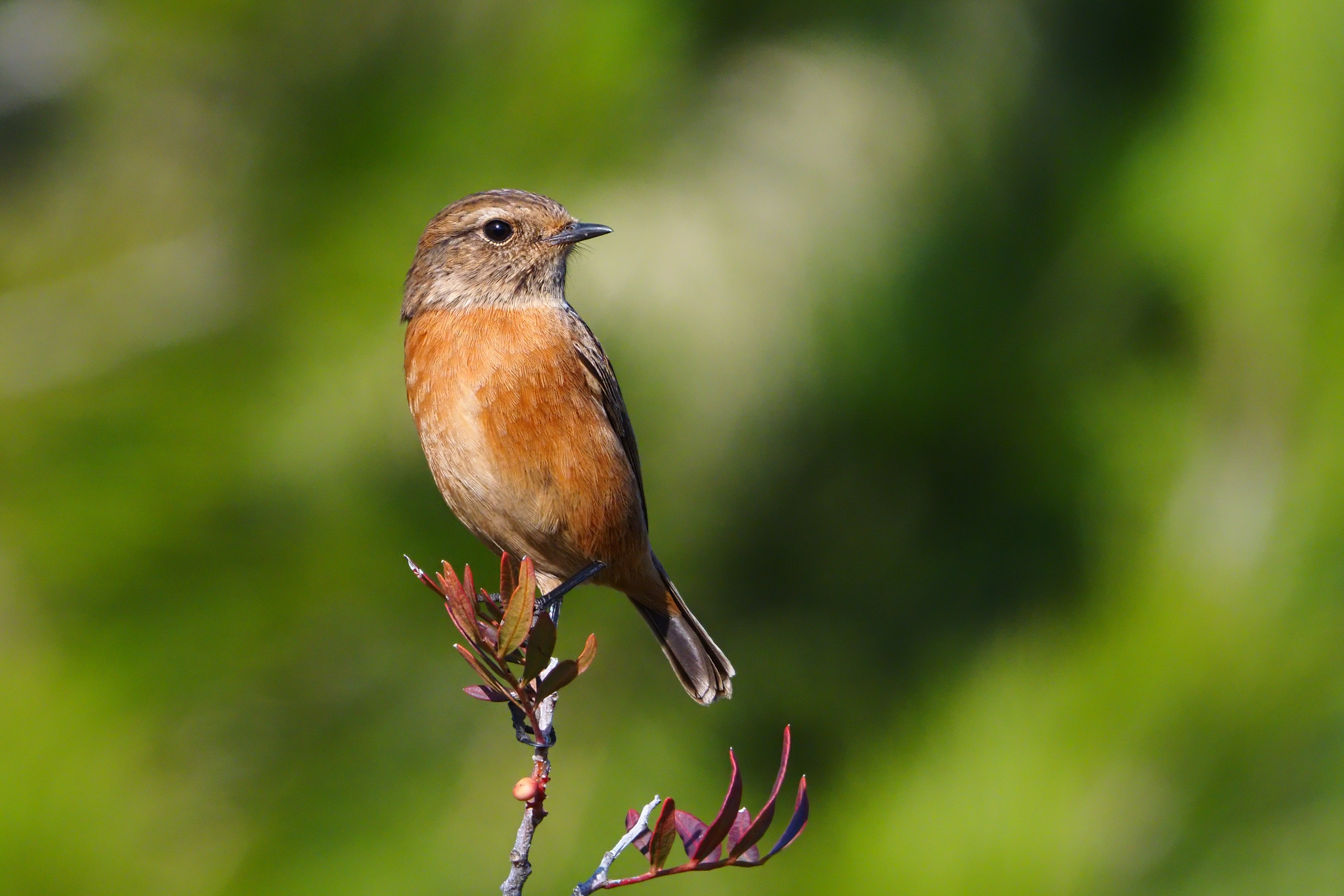
Saxicola rubicola (femella)
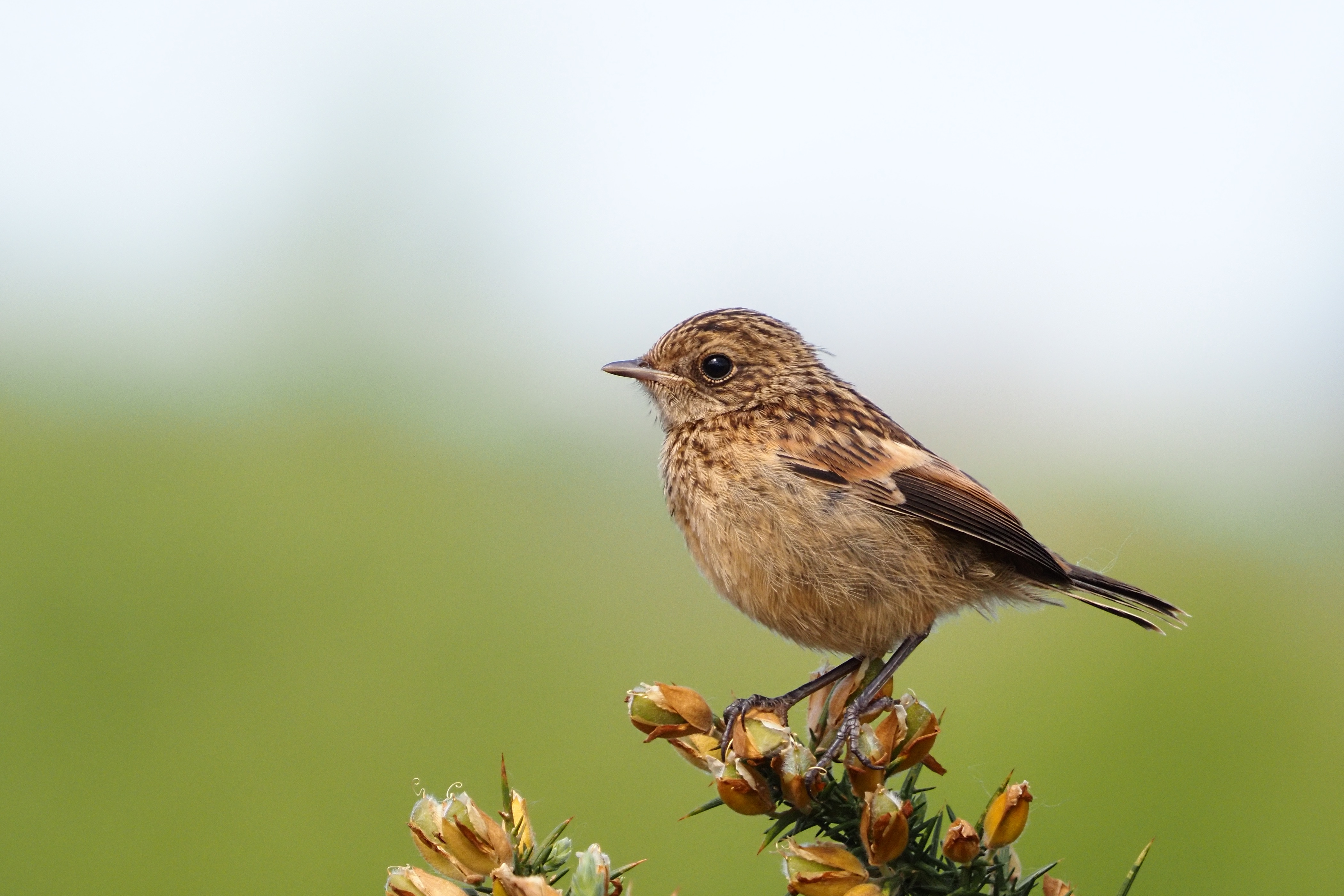
Saxicola rubicola (juvenile)
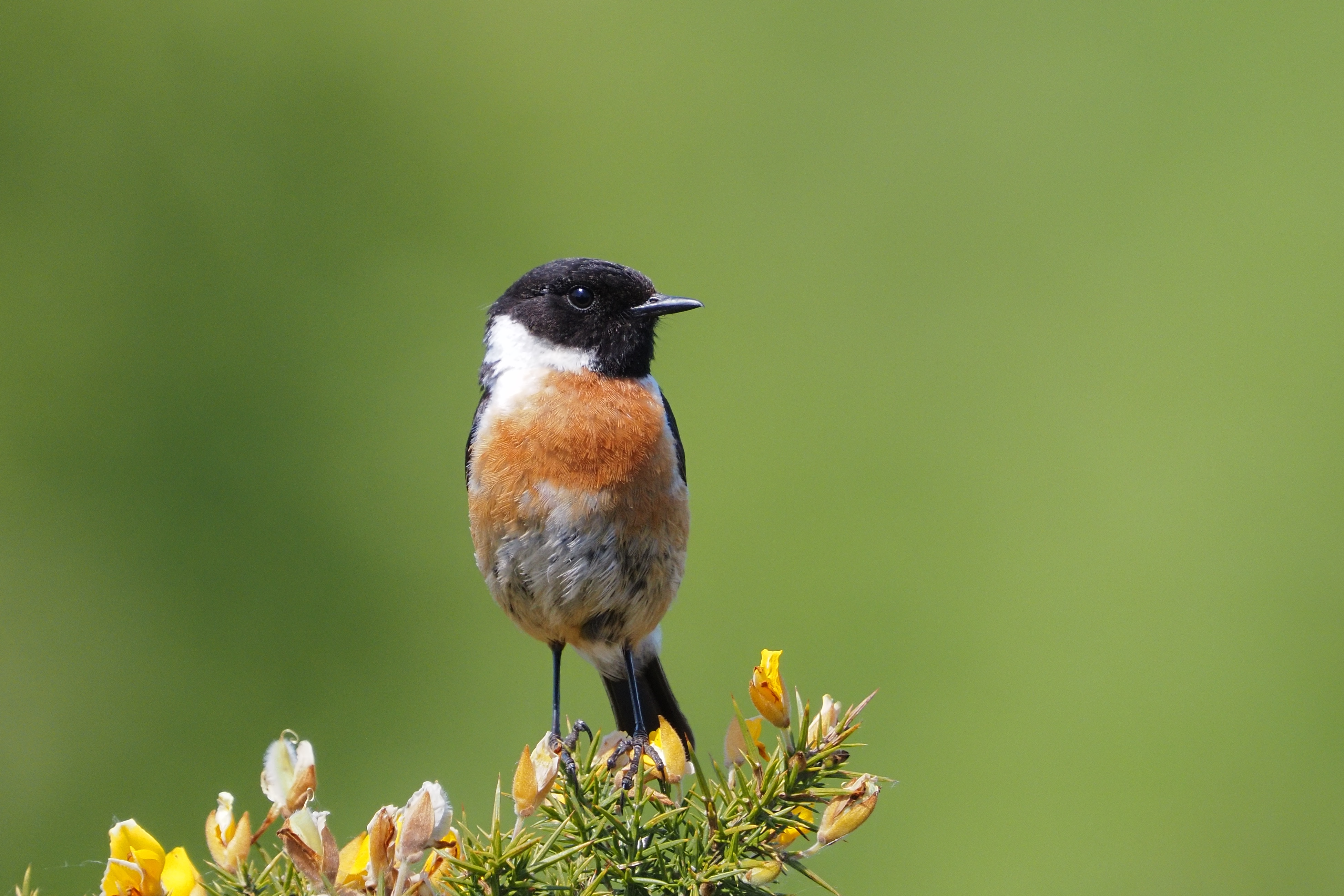
Saxicola rubicola (mascle)

## Taxonomia
Després dels treballs filogènics de Wittmann i al. (1995), el Congrés ornitològic internacional separà el tàxon original que era Saxicola torquatus, en tres espècies diferents. Saxicola torquatus no conserva sinó les subespècies presents a l'Àfrica subsahrariana i a Aràbia; Saxicola maurus és present del Caucas i de Turquia fins a l'Himàlaia i a la Xina; i Saxicola rubicola és present a Europa i a Àfrica del Nord. Aquesta decisió es manté fins a la darrera llista mundial d'ocells del COI (versió 13.2, juliol 2023). Tanmateix, altres obres taxonòmiques, com el Handook of the Birds of the World i la quarta versió de la BirdLife International Checklist of the birds of the world (desembre 2019), consideren encara el criteri anterior i, pertant, tant el bitxac africà, com l'europeu i el siberià serien considerats encara subespècies del tàxon original.

## Subespècies
- S. torquata torquata (Linnaeus, 1766) -est de Sud-àfrica-.
- S. torquata clanceyi (Latimer, 1961) -oest de Sud-àfrica-.
- S. torquata stonei (Bowen, 1932) -des de Sud-àfrica fins a Zaire i Tanzània-.
- S. torquata oreobates (Clancey, 1956) -muntanyes Drakensberg de l'Àfrica austral-.
- S. torquata promiscua (Hartert, 1922) -Moçambic, Zàmbia i Tanzània-.
- S. torquata altivaga (Clancey, 1988) -Zimbabue, Moçambic, Malawi-.
- S. torquata axillaris (Shelley, 1884) -Kenya, Uganda, Tanzània, Ruanda, Burundi i Zaire-.
- S. torquata salax (J. & E. Verreaux, 1851) -Angola, Zaire, conca del riu Congo i Gabon-.
- S. torquata adamauae (Grote, 1922) -Camerun-.
- S. torquata pallidigula (Reichenow, 1892) -Camerun-.
- S. torquata moptana (Bates, 1932) -oest del Sahel des del Senegal fins a Níger-.
- S. torquata nebularum (Bates, 1930) -des de Sierra Leone fins a Costa d'Ivori-.
- S. torquata jebelmarrae (Lynes, 1920) -Darfur i Sudan-.
- S. torquata felix (Bates, 1936) -Aràbia Saudita i Iemen-.
- S. torquata sibilla (Linnaeus, 1766) -Madagascar-.
- S. torquata voeltzkowi (Grote, 1926) -Grande Comore-.
- S. torquata albofasciata (Rüppell, 1845) -Etiòpia-.[9]
- S. torquata rubicola -oest i sud d'Europa, Països Catalans, nord-oest d'Àfrica, Turquia, Caucas i Transcaucàsia fins a Tblisi-.
- S. torquata hibernans -Illes Britàniques, Irlanda, oest de Bretanya, Països Catalans i la costa oest de la península Ibèrica-.
- S. torquata variegata -estepes del baix Volga i des de la desembocadura del riu Ural, al llarg de la costa oest de la Mar Càspia, fins al Caucas-.
- S. torquata armenica -muntanyes de l'est de Turquia, sud i oest de Transcaucàsia i nord de l'Iran-.[10]
- S. torquata maurusstejnegeri -Països Catalans-.[11]